# Сторожа (село)
Сторожа — село в Тульской области России.
В рамках административно-территориального устройства входит в состав Ступинского сельского округа Ефремовского района, в рамках организации местного самоуправления входит в муниципальное образование город Ефремов со статусом городского округа.

## География
Село находится в юго-восточной части Тульской области, в лесостепной зоне, на правом берегу реки Красивая Меча, на расстоянии примерно 24 километра (по прямой) к северо-востоку от города Ефремова, административного центра округа.

### Климат
Климат характеризуется как умеренно континентальный, с умеренно холодной снежной зимой и тёплым летом. Среднегодовая многолетняя температура воздуха составляет +4 — +4,6°С. Средняя температура воздуха самого холодного месяца (января) — −6,7 °C (абсолютный минимум — −46 °C), средняя температура самого тёплого (июля) — +18 °С (абсолютный максимум — +38 °C). Безморозный период длится в среднем 149 дней. Среднегодовое количество атмосферных осадков составляет 650—730 мм, из которых большая часть (около 460 мм) выпадает в тёплый период. Снежный покров держится в течение 130—145 дней. Среднегодовая скорость ветра составляет 3,6 м/с.

### Часовой пояс
Село Сторожа, как и вся Тульская область, находится в часовой зоне МСК (московское время). Смещение применяемого времени относительно UTC составляет +3:00.

## История
Село существовало ещё в XVII веке, здесь проживали в числе прочих помещики-однодворцы Береговские. В 1859 году здесь было учтено 82 двора, в 1926—147, в конце 1930-х годов 109. В 1878 году была построена каменная Вознесенская церковь.

## Население
| 2004 | 2010 |
| ---- | ---- |
| 76   | ↗87  |

Постоянное население составляло 793 человека (1859 год), 678 (1926), 64 (русские 100 %) в 2002 году, 87 в 2010.